# 이천 관고동 오층석탑
이천 관고동 오층석탑(利川 官庫洞 五層石塔)은 대한민국 경기도 이천시 관고동, 설봉공원에 있는 오층석탑이다. 1986년 4월 14일 이천시의 향토유적 제5호로 지정되었다.

## 개요
관고리 저수지 위쪽 밭에 도괴되어 각 부재가 흩어져있던 것을 1978년에 수습, 옛 절터 앞에 복원(復元)한 것인데, 현재의 위치가 원위치(原位置)인지는 알 수 없다. 현재의 상태는 탑두부(塔頭部)와 4개의 옥신이 놓여있고, 그 위에 5개의 옥개석이 쌓여 있는데 이 부재(部材)들이 모두 동일 석탑의 것인지는 확인할 수 없다. 1매의 판석형으로 이루어진 지대석 위에 4매의 판석으로 기단을 구성했는데, 면석은 약간의 경사가 있어 네 귀퉁이에 합각이 뚜렷하며, 2단으로 이루어졌다. 1층 옥신은 1석으로 되어있고 각 면에는 양우주가 정연하다. 중적된 옥개석은 1층 받침이 4단, 2층 이상은 모두 3단씩이다. 5개의 옥개석은 그 크기가 1층에서부터 각각 150cm, 122cm, 100cm, 74cm, 70cm의 폭을 가지고 있다. 낙수면은 비교적 넓고 평평한 편이나 5층 모두 하면에 낙수 홈이 없다.
원래의 탑은 전체의 높이가 8m를 넘었을 것으로 추정되나 현재 높이는 4.3m이다. 재료는 화강암이며, 조성연대는 고려시대로 추정된다.

## 참고 자료
- 관고동5층석탑 - 이천시 이천문화관광